# Tripartitum
Tripartitum ili Tripartit (lat. Tripartitum opus iuris consuetudinarii inclyti Regni Hungariæ) je pravno djelo protonotara Ugarske kraljevske kurije Stjepana Verböczyja sastavljeno po nalogu Vladislava II.
Tripartit je plod recepcije rimskog prava u kontekstu običajnog feudalnog prava kakvo je bilo primjenjivano u Ugarskoj i Hrvatskoj: djelo je pisano na latinskom jeziku i uz korištenje latinske/rimske (a ne mađarske!) pravne terminologije.
Ugarski sabor ga je prihvatio 1514. godine kao službeni saborski zbornik i do ukidanja feudalnih odnosa, bio je temeljni pravni zbornik u Ugarskoj i Hrvatskoj.
Verböczyjev se Tripartit sastojao od tri glavna dijela, jedan za osobe, drugi za stvari i treći za postupak, iako se taj raspored nije potpuno poštovao kroz cijeli zbornik. Tripartit ima 152 poglavlja, uključivo i predgovor.
Ivan Pergošić je 1574. preveo Tripartit s latinskoga na hrvatski i dao ga pod pokroviteljstvom Jurja IV. Zrinskog tiskati u Nedelišću pod nazivom "Decretum". Taj je pravni zbornik tako služio u Hrvatskoj kao zakonik do 1848., a u Mađarskoj do 1945. godine.
Do danas, komentari Tripartita su opterećeni kritičkim stavom kojega su o tom kodeksu prava iz 16. stoljeća imali nositelji liberalno - građanskih ideja s kraja 18. i iz 19. stoljeća: nositelji "laissez faire" građanskog svjetonazora iz vremena prvobitne akumulacije kapitala smatrali su glavne postavke pravnog sustava koji je osiguravao socijalnu sigurnost stanovništva i stabilnost društva kroz obiteljske zadruge (jednako među seljacima, kao i među građanima i među plemstvom - čak i najvišim) i odnose socijalne lojalnosti karakteristične za feudalizam - "nazadnima". Čak i kasniji ljevičarski autori - koji feudalizam u Europi nisu mogli gledati u izvornom obliku - uglavnom ne vide u obiteljskim zadrugama i feudalnoj socijalnoj solidarnosti ništa pozitivno, i mahom prepisuju kritike buržujskih autora iz 19. stoljeća - dakle iz jednog iznimno politiziranog razdoblja, u kojem su nositelji liberalne ideologije nastojali ridikulizacijom i demonizacijom ustanova "starog režima" promovirati svoje političke i socijalne ideje, dakle ideje koje današnji autori karakteriziraju kao "individualizam i socijalni darvinizam"

## Vanjske poveznice
- Decretvm Koterogaie Verbewczi Istvan Popiszal (1574.), manuscriptorium.com